# عائلة آدامز (فلم 1991)
عائلة آدامز (بالإنجليزية: The Addams Family) هو فيلم كوميدي أسود أمريكي خارق للطبيعة عام 1991 يستند إلى شخصيات من الرسوم المتحركة التي أنشأها رسام الكاريكاتير تشارلز أدامز والمسلسل التلفزيوني لعام 1964 الذي أنتجه ديفيد ليفي. من إخراج المصور السينمائي السابق باري سونيدفيلد في أول ظهور له على الشاشة ، ونجوم الفيلم أنجيليكا هيوستن ، التي تم ترشيحها لجائزة جولدن جلوب عن أدائها في دور مورتيسيا أدامز ، وراؤول جوليا في دور جوميز أدامز ، وكريستوفر لويد في دور العم فيستر.

## وصلات خارجية
- مقالات تستعمل روابط فنية بلا صلة مع ويكي بيانات